# 진수이구

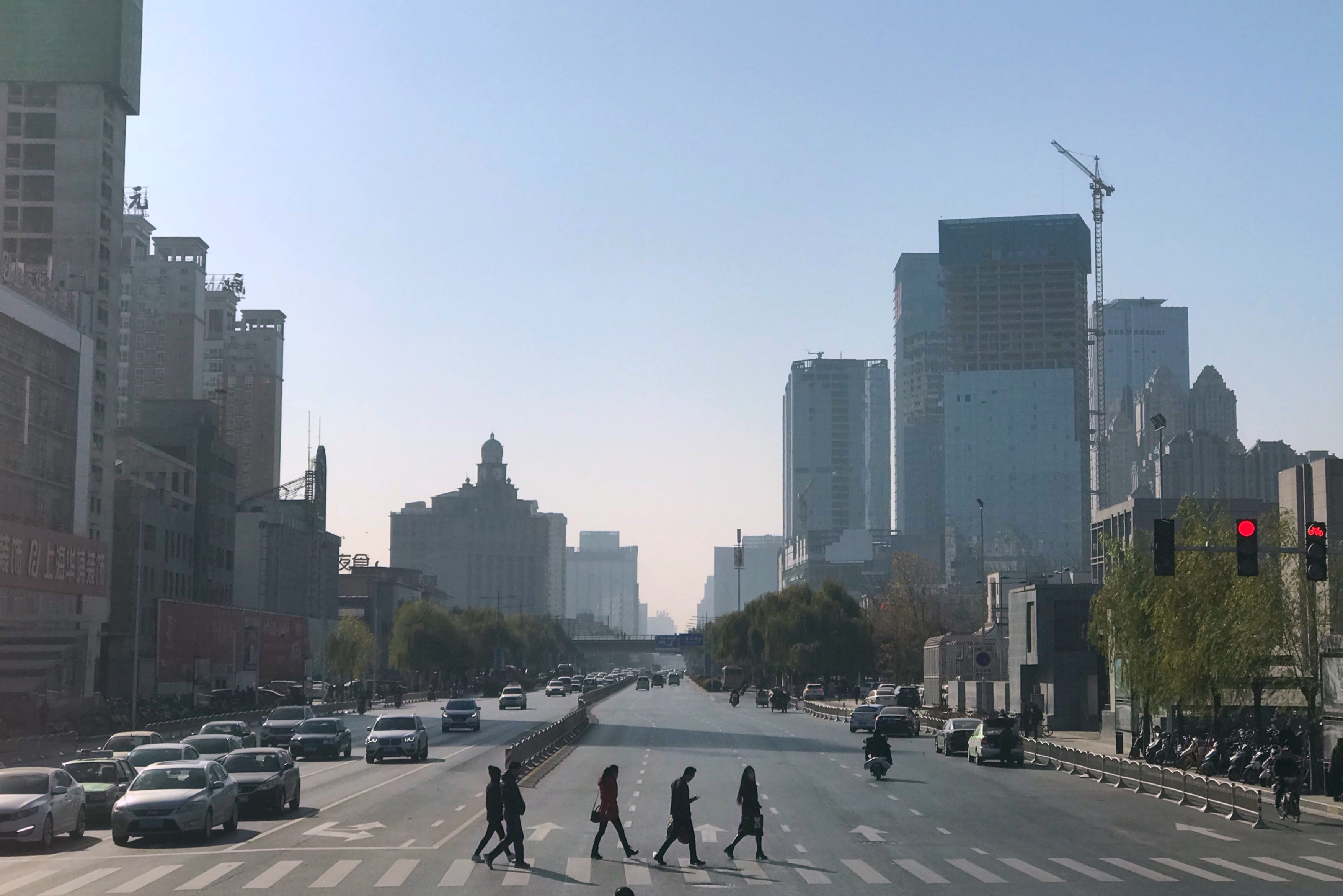

진수이구(한국어: 금수구, 중국어: 金水区, 병음: Jīnshuǐ Qū)는 중화인민공화국 허난성 정저우시의 현급 행정구역이다. 넓이는 242km2이고, 인구는 2007년 기준으로 880,000명이다.
허난성 정부가 구 내에 위치한다. 허난성에서 가장 넓은 길인 화위안로, 원화로가 진수이구에 위치한다. 유명한 얼치기념탑이 도시 중심부에 있고 졘쉐로는 교육 지역이다. 유명한 허난 실험 중학교, 제8중학교, 제9중학교와 허난외국무역학교, 허난실험초등학교와 원화로의 제1중학교가 구 안에 위치한다.

## 기후
연평균 기온은 14.8℃이고 연평균 강수량은 568.1mm이며 무상기일은 213일, 일조시간은 2052.6시간이다.

## 행정 구역
15개 가도, 2개 진을 관할한다.
- 가도: 经八路街道, 花园路街道, 人民路街道, 杜岭街街道, 大石桥街道, 南阳路街道, 南阳新村街道, 文化路街道, 丰产路街道, 东风路街道, 北林路街道, 未来路街道, 龙子湖街道, 祭城路街道, 凤凰台街道.
- 진: 柳林镇, 庙李镇.